# Nápoly V. kerülete
Nápoly V. kerületét a következő városnegyedek alkotják:

## Arenella
Arenella Nápoly egyik városnegyede a Vomero-dombon,  mely kb. 300 méterrel magasodik az óváros fölé. Évekig pihenésre, kikapcsolódásra jártak ide a város lakói. Központja a Piazza Medaglie d'Oro. Nevezetes épülete a kamalduli remetelak. Ugyanakkor itt található a városi klinikák legtöbbje.

## Vomero

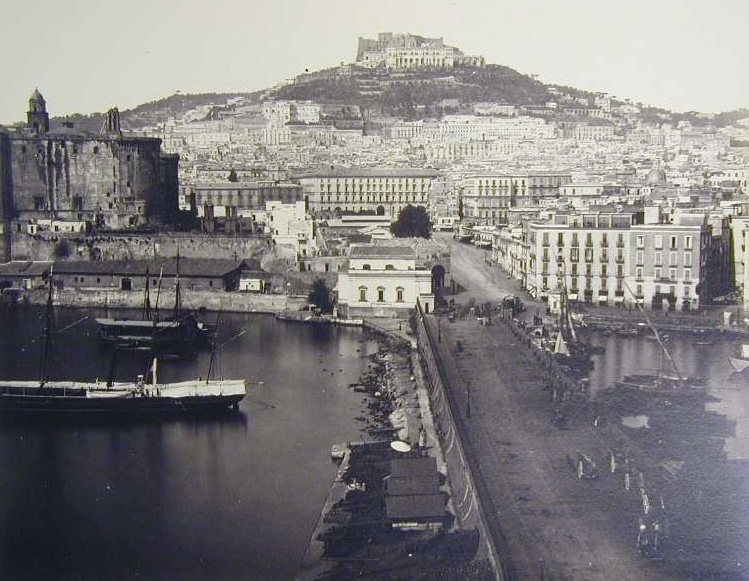
A Vomero 1860-70. körül

Vomero negyed a hasonló nevű dombról kapta a nevét, melynek nagy részét elfoglalja. Északi szomszédja Arennella negyed, nyugatra Soccavo és Fuorigrotta határolják, déli irányban Chiaia, kelet felé pedig Avvocata és Montecalvario. Nevének eredete a terület egykori felhasználására, a mezőgazdaságra utal (a vomere jelentése ekevas). Szintén mezőgazdasági jellegére utal a Broccoli Dombja köznapi megnevezése is. Ma Vomero, Nápoly egyik legelőkelőbb lakónegyede. A 20. század elején kezdték meg beépíteni lakóházakkal, főleg a felső középosztály számára. A metró kiépítése is elősegítette ezen városnegyed fejlődését. Főbb látnivalói a Villa Floridiana, a Castel Sant'Elmo valamint a Szent martin karthauzi kolostor.

## Külső hivatkozások
- http://www.comune.napoli.it